# 1077 Campanula
1077 Campanula là một tiểu hành tinh bay quanh Mặt Trời. Ban đầu nó có tên là 1926 TK. The numerical designation indicates this was the 1077th asteroid discovered.